# 조선 왕조 시호
조선 왕조 역대 시호에 대해서 설명한다.
종묘의 신위도를 나타낸 것이다. 신위에 적혀 있는 글자와 그 밑에는 시호 및 존호를 나타내었는데, 시호(중국) + 존호(조선) + 시호(조선)로 구성되어 있다. 인조~철종과 추존왕인 문조는 청에서 시호를 받았지만, 조선에선 이를 쓰지 않았기 때문에 적지 않았다.

## 정전

### 제1실
태조고황제(太祖高皇帝)
신의고황후 한씨(神懿高皇后 韓氏)
신덕고황후 강씨(神德高皇后 康氏)
지인계운응천조통광훈영명 성문신무정의광덕(至仁啓運應天肇統光勳永命 聖文神武正義光德)

### 제2실
태종대왕(太宗大王)
원경왕후 민씨(元敬王后 閔氏)
공정 성덕신공건천체극대정계우 문무예철성열광효(恭定 聖德神功建天體極大正啓佑 文武叡哲成烈光孝)

### 제3실
세종대왕(世宗大王)
소헌왕후 심씨(昭憲王后 沈氏)
장헌 영문예무 인성명효(莊憲 英文睿武 仁聖明孝)

### 제4실
세조대왕(世祖大王)
정희왕후 윤씨(貞熹王后 尹氏)
혜장 승천체도열문영무 지덕융공성신명예흠숙인효(惠莊 承天體道烈文英武 至德隆功聖神明睿欽肅仁孝)

### 제5실
성종대왕(成宗大王)
공혜왕후 한씨(恭惠王后 韓氏)
정현왕후 윤씨(貞顯王后 尹氏)
강정 인문헌무 흠성공효(康靖 仁文憲武 欽聖恭孝)

### 제6실
중종대왕(中宗大王)
단경왕후 신씨(端敬王后 愼氏)
장경왕후 윤씨(章敬王后 尹氏)
문정왕후 윤씨(文定王后 尹氏)
공희 휘문소무 흠인성효(恭僖 徽文昭武 欽仁誠孝)

### 제7실
선조대왕(宣祖大王)
의인왕후 박씨(懿仁王后 朴氏)
인목왕후 김씨(仁穆王后 金氏)
소경 정륜립극성덕홍렬지성대의격천희운경명신력홍공융업 현문의무성예달효(昭敬 正倫立極盛德洪烈至誠大義格天熙運景命神曆弘功隆業 顯文毅武聖睿達孝)

### 제8실
인조대왕(仁祖大王)
인렬왕후 한씨(仁烈王后 韓氏)
장렬왕후 조씨(莊烈王后 趙氏)
개천조운정기선덕 헌문열무명숙순효(開天肇運正紀宣德 憲文烈武明肅純孝)

### 제9실
효종대왕(孝宗大王)
인선왕후 장씨(仁宣王后 張氏)
흠천달도광의홍열 선문장무신성현인명의정덕(欽天達道光毅弘烈 宣文章武神聖顯仁明義正德)

### 제10실
현종대왕(顯宗大王)
명성왕후 김씨(明聖王后 金氏)
소휴연경돈덕수성 순문숙무경인창효(昭休衍慶敦德綏成 純文肅武敬仁彰孝)

### 제11실
숙종대왕(肅宗大王)
인경왕후 김씨(仁敬王后 金氏)
인현왕후 민씨(仁顯王后 閔氏)
인원왕후 김씨(仁元王后 金氏)
현의광륜예성영렬유모영운홍인준덕배천합도계휴독경정중협극신의대훈 장문헌무경명원효(顯義光倫睿聖英烈裕謨永運洪仁峻德配天合道啓休篤慶正中協極神毅大勳 章文憲武敬明元孝)

### 제12실
영조대왕(英祖大王)
정성왕후 서씨(貞聖王后 徐氏)
정순왕후 김씨(貞純王后 金氏)
지행순덕영모의렬장의홍륜광인돈희체천건극성공신화대성광운개태기영요명순철건건곤영배명수통경력홍휴중화융도숙장창훈 정문선무희경현효(至行純德英謨毅烈章義洪倫光仁敦禧體天建極聖功神化大成廣運開泰基永堯明舜哲乾健坤寧配命垂統景曆洪休中和隆道肅莊彰勳 正文宣武熙敬顯孝)

### 제13실
정조선황제(正祖宣皇帝)
효의선왕후 김씨(孝懿宣皇后 金氏)
경천명도홍덕현모 문성무렬성인장효(敬天明道洪德顯謨 文成武烈聖仁莊孝)

### 제14실
순조숙황제(純祖肅皇帝)
순원숙황후 김씨(純元肅皇后 金氏)
연덕현도경인순희체성응명흠광석경계천배극융원돈휴의행소륜희화준렬대중지정홍훈철모건시태형창운홍기고명박후강건수정계통수력공유범 문안무정영경성효(淵德顯道景仁純禧體聖凝命欽光錫慶繼天配極隆元敦休懿行昭倫熙化浚烈大中至正洪勳哲謨乾始泰亨昌運弘基高明博厚剛健粹精啓統垂曆功裕範 文安武靖英敬成孝)

### 제15실
문조익황제(文祖翼皇帝)
신정익황후 조씨(神貞翼皇后 趙氏)
체원찬화석극정명성헌영철예성연경융덕순공독휴홍경홍운성렬선광준상요흠순공우근탕정계천건통신훈숙모건대곤후광업영조장의창륜행건배영기태수유희범창희립경형도성헌소장치중달화계력협기강수경목준혜연지굉유신휘수서우복 돈문현무인의효명(康穆 體元贊化錫極定命成憲英哲睿誠淵敬隆德純功篤休弘慶洪運盛烈宣光濬祥堯欽舜恭禹勤湯正啓天建統神勳肅謨乾大坤厚廣業永祚莊義彰倫行健配寧基泰垂裕熙範昌禧立經亨道成獻昭章致中達和繼曆協紀剛粹景穆峻惠衍祉宏猷愼徽綏緖佑福 敦文顯武仁懿孝明)

### 제16실
헌종성황제(獻宗成皇帝)
효현성황후 김씨(孝顯成皇后 金氏)
효정성황후 홍씨(孝定成皇后 洪氏)
체건계극중정광대지성광덕홍운장화 경문위무명인철효(體健繼極中正光大至聖廣德弘運章化 經文緯武明仁哲孝)

### 제17실
철종장황제(哲宗章皇帝)
철인장황후 김씨(哲仁章皇后 金氏)
희륜정극수덕순성흠명광도돈원창화문현무성헌인영효(熙倫正極粹德純聖欽命光道敦元彰化 文顯武成獻仁英孝)

### 제18실
고종태황제(高宗太皇帝)
명성태황후 민씨(明成太皇后 閔氏)
통천융운조극돈륜정성광의명공대덕요준순휘우모탕경응명립기지화신렬외훈홍업계기선력건행곤정영의홍휴수강 문헌무장인익정효(統天隆運肇極敦倫正聖光義明功大德堯峻舜徽禹謨湯敬應命立紀至化神烈巍勳洪業啓基宣曆乾行坤定英毅弘休壽康 文憲武章仁翼貞孝)

### 제19실
순종효황제(純宗孝皇帝)
순명효황후 민씨(純明孝皇后 閔氏)
순정효황후 윤씨(純貞孝皇后 尹氏)
문온무영돈인성경(文溫武寧敦仁誠敬)

## 영녕전

### 제1실
목조대왕(穆祖大王)
효공왕후 이씨(孝恭王后 李氏)
인문성목(仁文聖穆)

### 제2실
익조대왕(翼祖大王)
정숙왕후 최씨(貞淑王后 崔氏)
강혜성익(康惠聖翼)

### 제3실
도조대왕(度祖大王)
경순왕후 박씨(敬順王后 朴氏)
공의성도(恭毅聖度)

### 제4실
환조대왕(桓祖大王)
의혜왕후 최씨(懿惠王后 崔氏)
연무성환(淵武聖桓)

### 제5실
정종대왕(定宗大王)
안정왕후 김씨(安定王后 金氏)
공정 의문장무온인순효(恭靖 懿文莊武溫仁順孝)

### 제6실
문종대왕(文宗大王)
현덕왕후 권씨(顯德王后 權氏)
공순 흠명인숙광문성효(恭順 欽明仁肅光文聖孝)

### 제7실
단종대왕(端宗大王)
정순왕후 송씨(定順王后 宋氏)
공의온문 순정안장경순돈효(恭懿溫文 純定安莊景順敦孝)

### 제8실
덕종대왕(德宗大王)
소혜왕후 한씨(昭惠王后 韓氏)
회간 선숙공현온문의경(懷簡 宣肅恭顯溫文懿敬)

### 제9실
예종대왕(睿宗大王)
장순왕후 한씨(章順王后 韓氏)
안순왕후 한씨(安順王后 韓氏)
양도 흠문성무의인소효(襄悼 欽文聖武懿仁昭孝)

### 제10실
인종대왕(仁宗大王)
인성왕후 박씨(仁聖王后 朴氏)
영정 헌문의무장숙흠효(榮靖 獻文懿武章肅欽孝)

### 제11실
명종대왕(明宗大王)
인순왕후 심씨(仁順王后 沈氏)
공헌 헌곡소문광숙경효(恭憲 獻穀昭文光肅敬孝)

### 제12실
원종대왕(元宗大王)
인헌왕후 구씨(仁獻王后 具氏)
공량 경덕인헌정목장효(恭良 敬德仁憲靖穆章孝)

### 제13실
경종대왕(景宗大王)
단의왕후 심씨(端懿王后 沈氏)
선의왕후 어씨(宣懿王后 魚氏)
각공 덕문익무순인선효(恪恭 德文翼武純二宣孝)

### 제14실
진종소황제(眞宗昭皇帝)
효순소황후 조씨(孝純昭皇后 趙氏)
각민 온양예명철문효장(恪愍 溫良睿明哲文孝章)

### 제15실
장조의황제(莊祖懿皇帝)
헌경의황후 홍씨(獻敬懿皇后 洪氏)
사도수덕돈경홍인경지장륜융범기명창휴찬원헌성계상현희 신문환무장헌광효(思悼綏德敦慶弘仁景祉章倫隆範基命彰休贊元憲誠啓祥顯熙 神文桓武莊獻廣孝)

### 제16실
의민황태자영왕(懿愍皇太子英王)
문인무장지효명휘(文仁武莊至孝明暉)